# Sava-Arangel Čestić
Sava-Arangel Čestić (ur. 19 lutego 2001 w Offenbach am Main) – serbski piłkarz niemieckiego pochodzenia występujący na pozycji obrońcy w niemieckim klubie 1. FC Köln oraz w reprezentacji Serbii. Wychowanek Schalke 04.